# Josef Herou
Carl Josef Nicanor Herou, född 6 oktober 1884 i Gävle, död 10 mars 1960, var en svensk operasångare (baryton).

## Biografi
Herou var från början smed. Han uppmärksammades under värnpliktstiden för sin röst av officerarna, som ordnade med pengar till hans utbildning. Han studerade vid Musikaliska Akademiens konservatorium 1905–1909 med Oskar Lejdström som lärare i sång, Nils Personne i scenisk framställning och vidare vid Operaskolan under åren 1905–09 och i Milano 1914.
Han debuterade som Escamillo i Carmen 1909 på Stockholmsoperan, där han var fast engagerad fram till 1934. Under 1912 gästspelade Herou på Königliche Hofoper i Berlin.
Herou framträdde bland annat i roller som Beckmesser i Mästersångarna i Nürnberg, Alberich i Rhenguldet, Jago i Otello, Telramund i Lohengrin, Amonasro i Aida och titelrollen i Den flygande holländaren. Han sjöng också svenska roller i operor som Ture Rangströms Medeltida och moderna operor som Schrekers Klangen i fjärran. Totalt utförde han omkring 60 roller.
Hans vackra starka och malmrika röst vann snabbt anklang på hos operapubliken, men vann också dess gunst för sitt trovärdiga, fängslande och dramatiska utspel. Herou lämnade operascenen 1934 och arbetade därefter som sångpedagog i Stockholm.

## Diskografi
- Wagner in Stockholm: recordings 1899–1970. Bluebell CD02-2698--2701. 2002. – Innehåll: 14. Nun, Meister! Wenn’s gefällt (Ur: Mästersångarna i Nürnberg).